# Bateo de oro
El bateo de oro (también, lavado de oro) es la extracción de ese mineral precioso de un caudal de agua mediante el uso de una batea que se llena de arena sumergiéndola en la corriente. Al removerla con la mano, se desprende la grava hasta dejar solo la arena y las posibles pepitas.

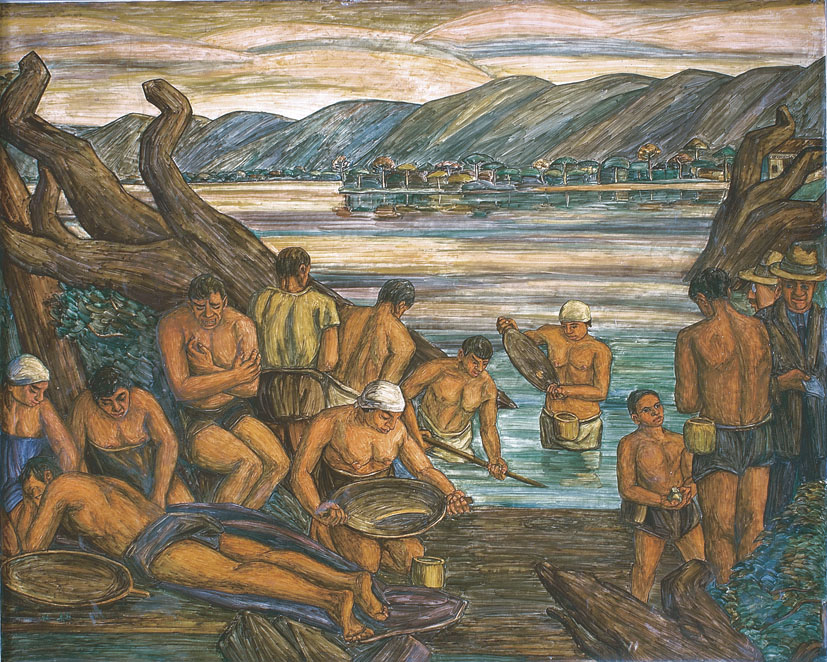
El barequeo, de Pedro Nel Gómez (Medellín, 1936).

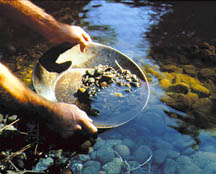
Bateo de oro en Chattahoochee, Georgia, Estados Unidos.

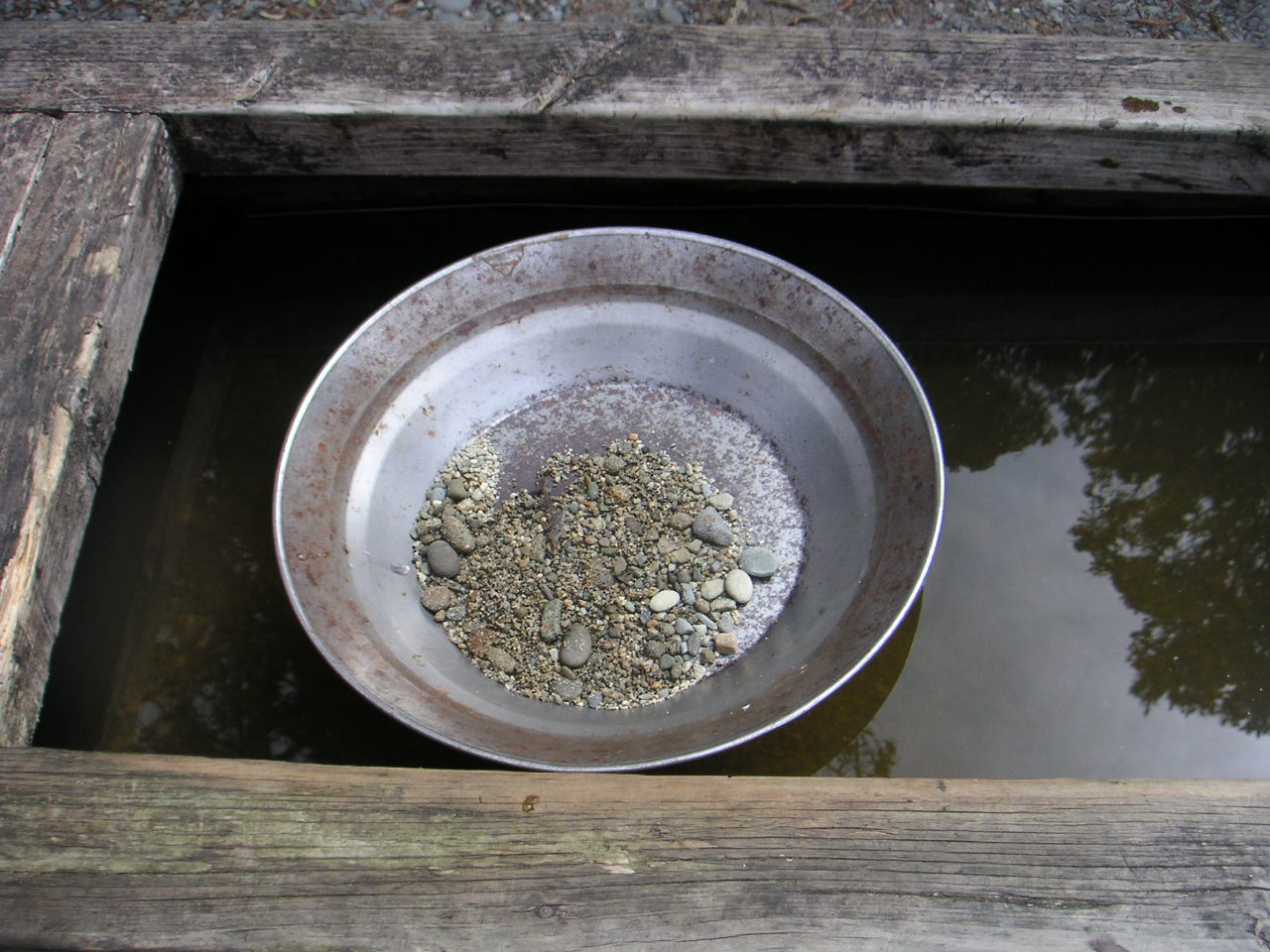
Batea en agua

Los arrastres hacen que el agua rompa las piedras de cuarzo, liberando las pepitas de oro que llevan dentro. Una vez liberadas, estas pepitas son laminadas por los cantos rodados, que son arrastrados por los cauces de los ríos, quedando divididas en múltiples y pequeñas partículas. El mayor peso del oro hace que las partículas de oro se depositen en los fondos de los saltos de agua y en los remansos de los recodos de los ríos, fuera de las corrientes fuertes.
En Occidente, la extracción de oro con esta técnica se registra desde la Antigua Roma. Los romanos y sus esclavos extraían metales preciosos por medio de canales y bateas. Ha sido una actividad ancestral en Asia y África. La práctica se extendió también al Nuevo Mundo, siendo común en numerosos ríos de Suramérica. También hizo parte de las actividades de la "fiebre del oro" en California, Estados Unidos, donde hay esculturas de homenaje a esta ocupación: el término gambusinos es el mexicanismo para esta ocupación, y mazamorreo es el colombianismo.[cita requerida]
El bateo de oro es un sistema artesanal y ancestral de extracción aurífera. En la actualidad, debido a su baja rentabilidad, tiende a tener una finalidad turística, lúdica y deportiva, si bien la práctica continúa vigente como medio de subsistencia en numerosas zonas rurales alrededor del mundo. En Colombia y en Bolivia, esta ocupación se conoce como barequear, y ha sido objeto de fascinación, denuncia social y representación artística durante décadas.

## Yuri-ita
La yuri-ita (揺り板), "plato que se balancea", es una batea tradicional de madera que se usa en Japón. Su característica distintiva es que tiene forma rectangular, con una hendidura cóncava y uno de los extremos sellado, de modo que los materiales indeseados van saliendo por un orificio al hacer oscilar la batea.

## En la cultura popular
En el cine, muchas historias aluden a la búsqueda de oro. Por ejemplo, "All Gold Canyon", una de las seis partes de que consta la película estadounidense La balada de Buster Scruggs, de los hermanos Coen.